# Історико-культурний комплекс «Запорозька Січ»

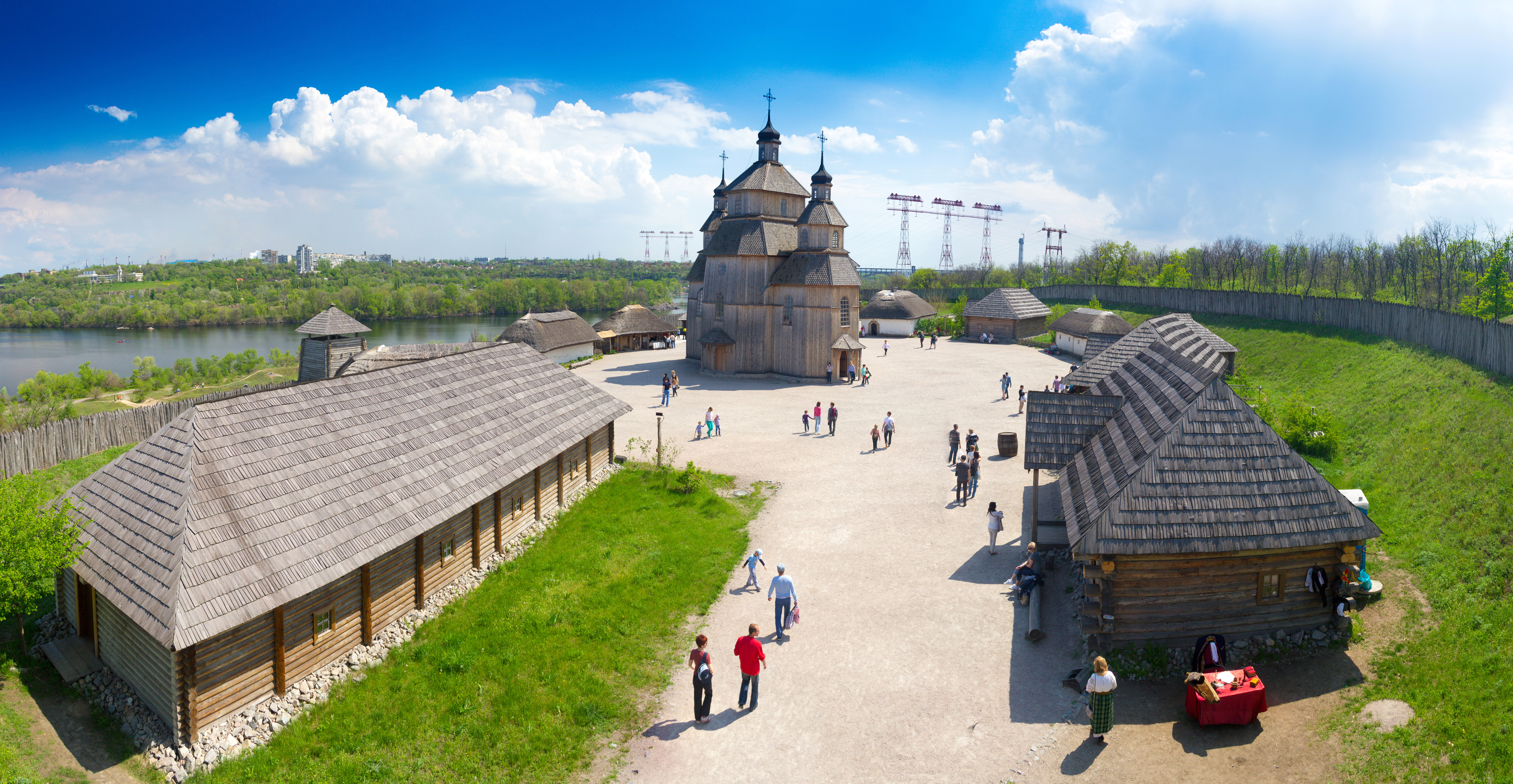
Історико-культурний комплекс «Запорозька Січ»

Істо́рико-культу́рний ко́мплекс «Запорозька Січ» Націона́льного запові́дника «Хо́ртиця» — є продовженням експозиції Музею історії запорозького козацтва і за своєю структурою підпорядковується Національному заповіднику «Хортиця» на правах відділу. Це — науково обгрунтована модель військового і адміністративно-політичного центру Запорозького козацтва. Розташуваний на острові Хортиця в місті Запоріжжя.
Призначення комплексу — дати досить повне уявлення про матеріальну і духовну культуру Запорозького козацтва протягом всього історичного періоду його існування.
Його складають музейно-експозиційні та рекреаційні об'єкти.
Основна функція музейно-експозиційних об'єктів;— організація та проведення тематичних екскурсій, творчих виставок за старою козацькою тематикою і народних промислів, проведення наукових конференцій, симпозіумів та семінарів з історії Запорозького козацтва. Призначення рекреаційних об'єктів — створити найкращі умови для прийому туристів і забезпечити культурний відпочинок відвідувачів.

## Історія будівництва
Запорозька Січ — унікальне явище в історії людства. Виникнувши як військово-політичний центр Українського (Придніпровського) козацтва, вона з часом перетворилася на столицю однієї з перших демократичних республік Європи і, таким чином, зіграла більш ніж помітну роль у формуванні військових, політичних, господарських і культурних основ майбутньої української державності.
Ідея створення на Хортиці архітектурного ансамблю — узагальненого образу козацьких столиць XVI—XVIII століть як частини державного козацького заповідника виникла ще у 1960-ті роки. Рішення про його створення було прийнято виконкомом Запорізької обласної Ради депутатів трудящих від 03.11.1965 року. Рішенням Запорізького облвиконкому від 11.09.1968 року був затверджений Протокол засідання журі відкритого конкурсу на проект комплексу Державного історико-культурного заповідника запорозького козацтва на о. Хортиця від 23-24.07.1968.
13 квітня 1971 року засіданням виконавчого комітету Запорізької міської ради депутатів ухвалено рішення № 178/1 про відведення земельної ділянки площею 33,2 га управлінню капітального будівництва міськвиконкому в постійне користування для будівництва меморіально-етнографічного комплексу. Межі земельної ділянки затверджені головним архітектором міста у відповідності з планом.
На виконання зазначеного рішення державний проектний інститут «Запоріжцивільпроект» розпочав основні роботи щодо розробки генерального плану острова Хортиця, садово-декоративного парку, будівлі музею, меморіально-етнографічному комплексу. Але невдовзі партійне керівництво з ідеологічних міркувань відмовилося від будівництва «Січі» на Хортиці. Натхненник проекту, заступник голови Запорізького облвиконкому Микола Киценко 21 березня 1973 року звільнений з посади у зв'язку із «серйозними методологічними прорахунками», а по суті був звинувачений у націоналізмі.
Замість комплексу, що мав увічнити пам'ять про козацтво, 14 жовтня 1983 року на острові Хортиця було відкрито Музей історії Запоріжжя.
На хвилі перебудовчих процесів у суспільстві постало питання про необхідність перепрофілювання Музею історії Запоріжжя у Музей історії запорозького козацтва. Тоді ж повернулися до питання будівництва комплексу «Запорозька Січ».
У 1990 році відбулися заходи, присвячені 500-річчю козацтва, під час яких було урочисто визначено місце будівництва комплексу.
Зі здобуттям Україною незалежності держава долучилася до відтворення історичної пам'яті та традиційної національної духовності українського народу. Були прийняті рішення «Про відродження історико-культурних та господарських традицій Українського козацтва» (Указ Президента України від 04.01.1995), «Про Програму відновлення видатних пам'яток історії та культури» (Постанова Кабінету Міністрів України від 23.04.1999), «Про Національний заповідник Хортиця» (Постанова КМУ від 06.04.1993). Згідно з названими вище рішеннями та святкуванням 10-ї річниці Незалежності України, що наближалося, розпорядженням голови обласної державної адміністрації від 20.11.2000 р. № 588 ухвалено рішення та затверджені заходи щодо будівництва історико-етнографічного комплексу «Запорозька Січ» на території Національного заповідника «Хортиця» [Архівовано 21 квітня 2019 у Wayback Machine.]
Розпорядженням Кабінету Міністрів України від 16.05.2001 № 202-р затверджені заходи щодо розвитку Національного заповідника «Хортиця» на 2001—2005 роки, яким передбачено відтворення історико-етнографічного комплексу «Запорозька Січ» протягом 2002—2004 років.
На виконання зазначеного розпорядження заповідник уклав угоду з інститутом «Запоріжцивільпроєкт», який має авторське право на розробку проектної документації цього об'єкту на всіх стадіях проектування та будівництва, як переможець конкурсу.
Науковці чимало дискутували, яким має бути комплекс. Справа в тому, що не збереглося креслень жодної з існувавших Січей, археологічні розкопки на місцях їхнього розташування провести було неможливо, бо ці території опинилися під водами Каховського моря. Вихід із становища напрошувався один: не намагатися реконструювати одну з восьми Січей, а подати Січ в стилізованому, узагальненому вигляді, створити типізований образ козацької столиці.
Проєкт був погоджений відповідно з чинним законодавством з усіма відповідними організаціями та переданий на розгляд до Запорізької обласної служби «Укрінвестекспертиза». Після усунення ряду зауважень «Укрінвестекспертизи», заповідник отримав позитивний висновок № 27/1 від 11.04.2002.
Також стадія «Проєкт» була розглянута та погоджена:
- науково-методичною радою з питань охорони культурної спадщини при Держбуді України 27.03. 2001 року;
- Міністерством культури і мистецтв України 02.07.2004 року;
- містобудівною радою при головному управлінні архітектури та містобудування м. Запоріжжя.

Проєкт комплексу отримав позитивні рецензії завідувача кафедри історії Національного університету «Києво-Могилянська академія», доктора історичних наук, професора Ю. А. Мицика; декана історичного факультету Запорізького державного університету", доктора історичних наук, професора Ф. Г. Турченка; директора інституту Української археографії та джерелознавства ім. М. С. Грушевського НАН України", доктора історичних наук, члена-кореспондента НАН України П. С. Соханя.
З 2000 по 2004 роки на території відтворення історико-культурного комплексу «Запорозька Січ» проведено повне археологічне дослідження (Звіт про археологічні дослідження території будівництва історико-етнографічного комплексу «Запорозька Січ» в 2004 році. Автори: Кобалія Д. Р., Саєнко В. М., Остапенко М. А., Запоріжжя, 2004.)
Розпорядженням голови обласної державної адміністрації № 285 від 08.07.2004 були затверджені напрямки використання коштів субвенції з Державного бюджету на 2004 рік на збереження та розвиток Національного заповідника «Хортиця», а розпорядженням голови обласної державної адміністрації від 25.08.2004 № 375 за згодою з Міністерством культури і мистецтв України Національний заповідник «Хортиця» був визначений замовником по відтворенню історико-культурного комплексу «Запорозька Січ».

### Урочиста закладка будівництва відбулася 14 жовтня 2004 року
Робоча документація до цього об'єкту була затверджена розпорядженням голови обласної державної адміністрації № 479 від 28.10.2004.
У 2004 році тендерним комітетом Запорізької обласної ради були проведені торги щодо закупівлі товарів, робіт і послуг за державні кошти. Переможцем торгів було визначене приватне підприємство «Протей», яке стало генеральним підрядником на виконання будівельних робіт по відтворенню історико-культурного комплексу «Запорозька Січ».
2 листопада 2004 року була укладена угода між замовником (Національним заповідником «Хортиця») та генеральним підрядником (ПП «Протей») та розпочаті будівельні роботи. На той час проектний кошторис комплексу складав 14,5 мільйона гривень.
За п'ять місяців було освоєно близько двох мільйонів гривень. На ці гроші на будівельному майданчику завершили планування котловану, але спорудження комплексу не наблизилося навіть до виходу зі так званого нульового циклу. Тим часом Міністерство культури за невідомих причин зупинило фінансування будівництва.
У лютому 2005 року головою Запорізької облдержадміністрації був призначений Юрій Артеменко, а у березні 2005 року генеральним директором Національного заповіднику «Хортиця», на якого лягла відповідальність і за будівництво ІКК «Запорозька Січ», став журналіст і літератор К. І. Сушко.
29 березня 2005 року у голови Запорізької ОДА Ю. А. Артеменка відбулася нарада за участі представників інституту «Запоріжцивільпроєкт», міського голови Є. Г. Карташова, посадовців комбінату «Запоріжсталь» на чолі з комерційним директором О.Рабцуном. Головним питанням наради стало продовження будівництва ІКК «Запорозька Січ».
Голова Запорізької ОДА Ю. А. Артеменко повідомив, що за відсутності державного фінансування уся надія на спонсорів чи меценатів. Голова правління ВАТ «Запоріжсталь», Герой України В. А. Сацький, за підтримки акціонерів «Запоріжсталі» І. В. Дворецького та А. Т. Абдінова, зголосився надати на продовження будівництва 12 млн гривень. Зокрема, Віталій Антонович Сацький направив Президенту Віктору Ющенку листа, в якому комбінат висловив готовність взяти всі фінансові витрати на себе. На пропозицію комбінату Віктор Ющенко відповів вдячністю. На офіційному бланку з текстом листа, президент власноруч дописав: «Вдячний. 4 червня 2005 року на острові Хортиця прошу представити план проєкту».
План був представлений і схвалений Президентом В. А. Ющенком.

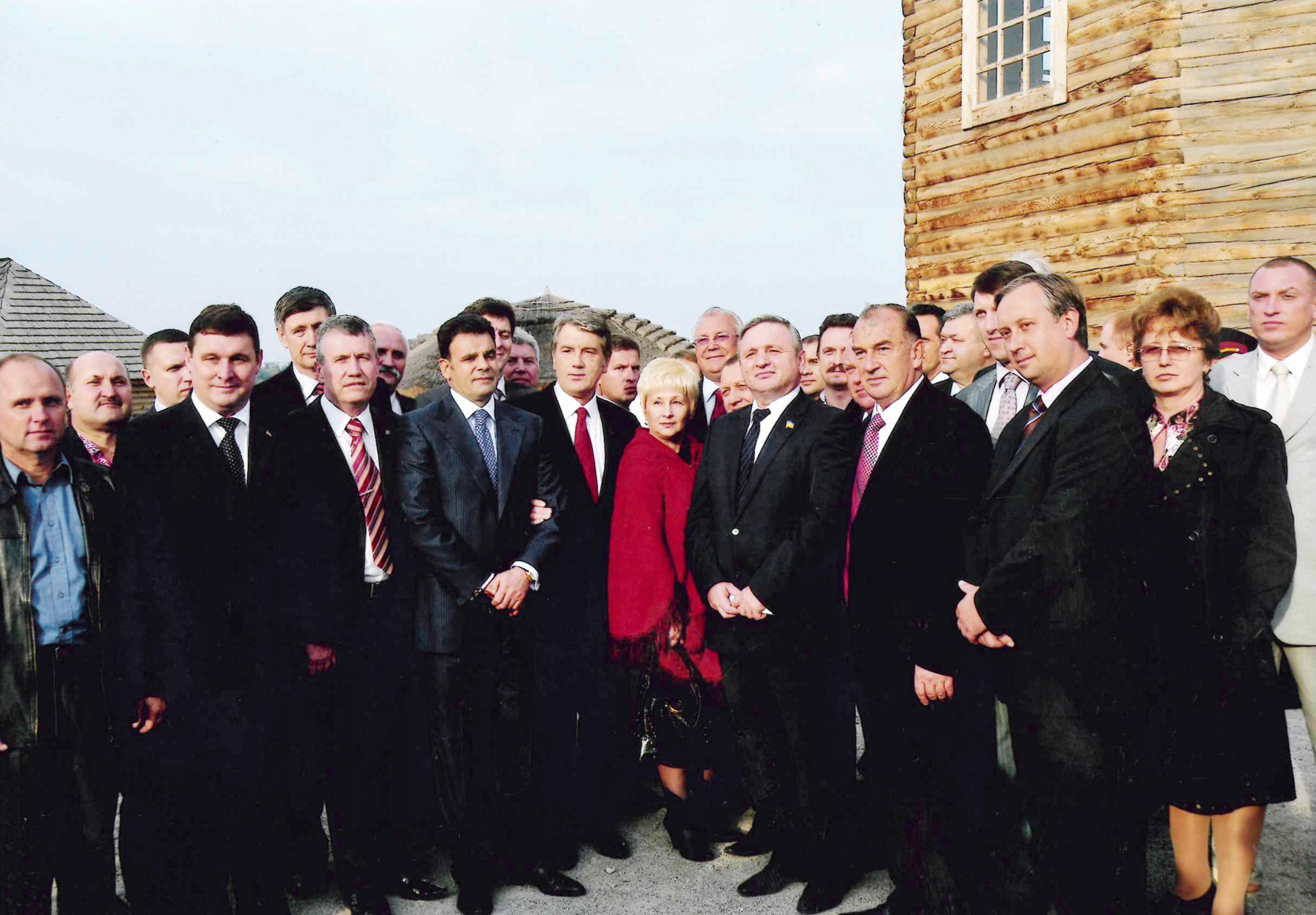
Відкриття Січової церкви на Хортиці

Кошторис робіт, які взявся профінансувати металургійний комбінат, склав 12 млн 319 тис. 333 гривні. Більше того, як розповідає в книзі «Бентежна Хортиця» тодішній генеральний директор НЗ «Хортиця» К. І. Сушко, голова правління ВАТ «Запоріжсталь» В. А. Сацький та акціонери комбінату І. В. Дворецький і А. Т. Абдінов після перемовин погодилися укласти не інвестиційну, а благодійну угоду, завдяки чому новозбудована споруда має повністю належати заповідникові, тобто державі.
То був шляхетний вчинок: на той час курс долара до гривні був 1 до 4.8, тобто 12 з гаком мільйонів гривень дорівнювали 2,5 млн доларів США. Надати такі кошти на будівництво ІКК «Запорозька Січ», що стане окрасою та візитною карткою НЗ «Хортиця» — було серйозним і патріотичним рішенням. Ще не до кінця добудований ІКК «Запорозька Січ» привернув до себе увагу російського кінорежисера В.Бортка, який почав знімати фільм «Тарас Бульба». Комплекс, що будувався на кошти «Запоріжсталі», був використаний Бортком як одне з місць для натурних зйомок. Зйомки тривали з лютого по травень 2007 року. Тоді коло Січі кінематографістами було добудовано бутафорське містечко. Але воно було нетривким, і співробітники заповідника наступного року прибрали рештки бутафорії, які заважали відвідувачам ІКК «Запорозька Січ». Бо вони з'явилися, і їхня кількість зростала не днями, а часами .
21 серпня 2007 року в Києві, у Софіївському соборі, відбулося нагородження переможців за підсумками Всеукраїнського опитування «Сім чудес України», одним із яких став НЗ «Хортиця». А вже 23 серпня 2007 року ІКК «Запорозька Січ» відкрив туристичне обслуговування. Перших гостей зустрічав Кошовий отаман, у ролі якого виступив н.а. України, актор Запорізького обласного академічного музично-драматичного театру імені Магара Володимир Лук'янець.
За підсумками першого сезону, ІКК «Запорозька Січ» відвідали 60 тисяч осіб.
«Запоріжсталь» виконала свої фінансові зобов'язання. Не вистачало дещиці. Держава згадала про свої зобов'язання, але 2008 року почалася світова фінансово-економічна криза, яка вплинула і на Україну. Через це Міністерство культури і туризму, до якого належить заповідник, припинило будь-яке фінансування будівництва. Станом на травень 2009 року готовність об'єкту склала понад 85 %.
Остання стадія будівництва комплексу розпочалася 19 червня 2009 року зі старту всеукраїнської акції «Відродимо Запорозьку Січ!». Була розпочата й кампанія соціальної реклами, метою якої було закликати всіх небайдужих долучитися до завершення будівництва Комплексу, зателефонувавши або надіславши СМС.
До оргкомітету акції увійшли відомі українські спортсмени, музиканти та артисти. Зокрема, тенісист Андрій Мєдвєдєв, співачка Ірина Шинкарук, багаторазовий рекордсмен Книги Рекордів Гіннесу Дмитро Халаджі, танцюрист Влад Яма, народний артист України Анатолій Хостікоєв, популярні музиканти Валерій Харчишин і Олександр Положинський та інші.
Добрий внесок в рамках цієї кампанії зробив лідер групи «Тартак» Сашко Положинський та волонтери-ентузіасти із різних куточків нашої країни: Києва, Івано-Франківська, Чернівців, Тернополя, Полтави, Одеси. Протягом двох тижнів з 10 по 22 серпня 2009 року двадцятеро молодих людей, озброєні лопатами, грабарками, кирками та іншими інструментами, виконували земляні й будівельні роботи. Зокрема, вони викопали траншею та уклали труби для запуску на комплексі протипожежної системи, обвалували відкоси (вали) у Внутрішньому та Зовнішньому Кошах, провели гідроізоляцію цоколя Січової церкви, спланували територію Передмістя. Окрім, цього, декілька чоловік викладали дві печі у Будинку Кошового. Працівники заповідника настелили підлогу та підшили хори у церкві Покрови Пресвятої Богородиці, облаштували козацькі курені та саму територію Січі. Загалом, протягом акції «Відродимо Запорозьку Січ!» до благородної справи долучилися тисячі громадян з різних куточків країни, що дало змогу зібрати близько мільйона гривень.
14 жовтня 2009 року на території Національного заповідника «Хортиця» було урочисто відкрито історико-культурний комплекс «Запорозька Січ».
2015 року ІКК «Запорозька Січ» став першим місцем зйомок міні-фільму про НЗ «Хортиця» під назвою «Воїни-козаки з України», який створювала британська телерадіокомпанія ВВС Wordl. Тут знімальна група записала інтерв'ю з козаком, отаманом Юрієм Копішінським, який розповів всьому світу про славну сторінку нашої історії — Запорозьке козацтво. Також козак розповів знімальній групі про козацьку зброю і обмундирування, яке використовується в бою.
Робота над фільмом тривала майже 5 місяців. Зйомки панорам Хортиці з висоти велися зі спеціального радіокерованого коптера, оснащеного відеокамерою з дистанційним управлінням. Ця стрічка увійшла до циклу «Острівні історії», який транслювався на сайтах ВВС Travel та ВВС World.
Комплекс «Запорозька Січ» фактично відбувся і являє собою вельми цікавий об'єкт, який в змозі надати відвідувачу цілісне враження про традиційну архітектуру і фортифікаційну практику минулого, прилучити гостей Хортиці до героїчної історії нашого краю. Обладнання інтер'єрів та придбання експонатів триває. Наразі в ІКК «Запорозька Січ» організовуються заходи загальнодержавного і міжнародного значення, культурно-мистецькі, патріотичні фестивалі з нагоди державних свят та пам'ятних дат, пов'язаних з історією запорозького козацтва.

### ІКК «Запорозька Січ»
Загальна територія історико-культурного комплексу «Запорізька Січ» сягає трьох гектарів. Місцем її розташування стало мальовниче північно-східне узбережжя Хортиці, з якого відкривається чудовий краєвид на греблю Дніпровської ГЕС, скелі та острови, що нагадують колишні грізні дніпрові пороги.
Навколо комплексу споруджені захисні фортифікаційні укріплення, що складаються з оперізувального Січ високого валу, глибокого рову і огорожі у вигляді дерев'яного частоколу. По периметру частоколу знаходиться три вежі — в'їзна вежа з південного боку, де знаходиться центральний вхід в комплекс, мала вежа — в східній частині Коша, звідки відкривається вид на Дніпро, і вежа-дзвіниця, яка знаходиться на кордоні Коша і передмістя.
Комплекс розділяється на дві частини: більша — Внутрішній Кіш [14 об'єктів] та менша — Зовнішній/Передмістя [7 об'єктів]. Центральний вхід в комплекс приведе вас у Внутрішній Кіш. Праворуч від входу знаходиться пороховий льох, далі зліва направо — січова школа і два куреня. В центрі архітектурного ансамблю Внутрішнього Кошу знаходиться центральна площа — Січовий Майдан, окрасою якого є трибанна церква Покрови Пресвятої Богородиці, побудована в стилі українського бароко. Це — найпомітніше, високе і велике спорудження на Січі.
Із західного боку від церкви знаходиться курінь, Військова скарбниця, Будинок кошового і Канцелярія. Зі східного боку Майдану вздовж частоколу розташувалися Пушкарня, Курінна скарбниця, і три козацькі курені. На території Коша можна побачити козацькі гармати, вози та інші предмети побуту та життя козаків.
На Січі можна відвідати багато приміщень, щоб ознайомитися з видами інтер'єру і предметами побуту тих часів. З високою точністю відтворено інтер'єр Військової Канцелярії, Будинок Кошового. Також відкритий для відвідування і виставковий зал «Традиційні промисли запорожців», де наочно представлені такі промисли, як рибальство, землеробство, тут же можна побачити предмети побуту чумаків. Заходячи в одне з приміщень, ви поринете в атмосферу козацької доби, і зможете відчути присутність духу історії. Друга частина Січі — Зовнішній Кіш, або Передмістя, складається з невеликого майданчика, на якому розташувалися Грецький Дім (готель), Корчма, Кузня, Гончарня. Тут можна побачити багато цікавого і навіть взяти участь в житті козацького містечка.

## Будівлі

### Споруди внутрішнього коша

#### Укріплення
В ІКК «Запорозька Січ» побудовані: вал висотою 3,5 м, рів глибиною 3,5 м, шириною 3,5 м. Частокіл зроблений з дуба-кругляка товщиною 0,2 м — з палей, щільно підігнаних по вертикалі. Висота палей 3 м. У верхній частині вони мають загострені кінці, нижня частина просмолена і закопана в землю. В частоколв два ряди бійниць, через кожні 30-40 м — гнізда для установки фортечних гармат.
На території комплексу відтворені три вежі: В'їзна, Вежа-дзвіниця і Вежа над Дніпром.
В'їзна вежа — зрубна, прямокутна в плані, триярусна. Має розміри: довжина — 7 м, ширина — 6 м, висота — 19 м від землі. Перший ярус повністю ізольований, з наскрізним проїздом і має в'їзні ворота шириною 3 м. З обох сторін вала на другий ярус організований вхід. Посередині його проходить галерея з бійницями для стрільби. Вхід на галерею і третій ярус — по одномаршових драбинах. Дах — чотирьохскатний, під гонтом.
Вежа-дзвіниця — триярусна, прямокутна в плані. Має розміри: довжина — 8 м, ширина — 7 м, висота — 21 м. Нижній ярус мурований, з наскрізним проїздом, який з'єднує між собою зовнішній і внутрішній коші. По боках — бійниці і віконця для стрільби. Ширина воріт — 3 м. У центрі розташована хвіртка для пішоходів. Перший і другий яруси ізольовані. Вихід на галерею і третій ярус передбачений по одномаршовій драбині. На цьому ярусі — відкритий отвір для дзвіниці. Дах — бароковий восьмигранний купол з маківкою.
Вежа над Дніпром — зрубна, триярусна. Має розміри: довжина — 5 м, ширина — 5 м, висота — 12 м. Вхід з першого на другий ярус здійснюється по маршових сходах. Другий ярус — у вигляді галереї, з якої в трьох напрямках здійснюється обстріл через бійниці. Дах — чотирьохскатний, наметовий, критий гонтом.

#### Січовий майдан
Центральне місце на Січі — Січовий Майдан, який був зоною проведення громадських зібрань, військових Рад і релігійних свят. Діаметр майдану в ІКК «Запорозька Січ» 50 м.

#### Січова церква
Архітектурно-композиційною домінантою Внутрішнього Коша є дерев'яна церква. Її параметри: довжина — 18,7 м, ширина — 10,8 м, висота 22 м. Крім демонстрації інтер'єру, церква призначена для функціонування в дні великих релігійних свят, які були найшанованішими козацтвом: Різдво Христове, Богоявлення, Великдень, Трійця, Покрова Пресвятої Богородиці — храмове свято запорозьких козаків.

#### Будинок кошового
Будинок кошового — січовий об'єкт, призначення якого — демонстрація того, яким було приміщення кошового отамана. Являє собою наземну, зрубну трикамерну будівлю з розмірами: довжина — 12,8 м, ширина — 5,7 м, висота — 2,5 м. Дах критий гонтом, чотирьохскатний, з опорою на крокви. Вхід зі двору прикрашений ґанком, яке надає будинку панський вигляд і виділяє його серед інших будівель. Будинок кошового використовується як експозиційний об'єкт.

#### Військова канцелярія
Військова канцелярія — січовий об'єкт, призначений для зберігання документів поточного діловодства та проживання військового писаря. Побудована як прямокутне зрубне спорудження, з ґанком перед входом. Внутрішнє планування включає чотири приміщення з сіньми посередині: канцелярію, спальню, кухню і комору. Кожне з них має окремий вхід з сіней. Канцелярія і спальня з'єднані окремим входом і опалюються обидві кахельною піччю. Долівка дерев'яна, в сінях та на ґанку — мазана глиною. Дах — чотирьохскатний, критий гонтом. Довжина споруди — 12,8 м, ширина — 5,7 м, висота — 2,5 м.
Військову канцелярію також використовують як рекреаційний об'єкт.

#### Скарбниці
Військова скарбниця — січовий об'єкт, призначений для зберігання грошей, військових клейнодів. Вона виконувала роль арсеналу, де зберігалося цінне вогнепальну зброю і бойові припаси. Побудована у вигляді наземної, прямокутної в плані будівлі зі стінами, зрубаними з дубових брусів на дубових підставах, які покладені на кам'яний фундамент. Дах — чотирьохскатний, по смерекових кроквах критий дранкою в два пласта. Розміри військової скарбниці становлять: довжина — 7 м, ширина — 4 м, висота — 2,5 м. Курінна скарбниця — січовий об'єкт, призначений для зберігання козацького майна, кінських обладунків, майна старшини, що була приписана до куреня, і резервного зброї. Відтворення курінної скарбниці прямокутне, однокамерне з розмірами: довжина — 7 м, ширина — 4 м, висота — 2,5 м. У тильній стіні — продухи 0,2 м. Дах трискатний, з зашитим дошками фронтоном на головному фасаді. Покриття даху солом'яне. Військова і курінна скарбниця використовуються як рекреаційні об'єкти.

#### Пушкарня та пороховий льох (погріб)
Пушкарня — січовий об'єкт, призначений для зберігання військової артилерії і утримання злочинців. Побудова пушкарню у вигляді наземного, срубного, однокамерного, прямокутного в плані приміщення з розмірами: довжина — 10 м, ширина — 4 м, висота — 2,5 м. Дах чотирьохскатний, критий гонтом. Пушкарня використовується як експозиційний об'єкт. Пороховий льох — січовий об'єкт, призначений «для збереження до артилерії підлягаючих потреб і пороху». Відтворений тільки зовнішній вигляд з розмірами: довжина — 10 м, ширина — 4 м.

#### Січова школа
За своєю архітектурно-конструктивної характеристиці це був звичайний козацький курінь — невелика, прямокутна в плані будівля, яку могли відрізняти від інших споруд двір і ґанок. Будівля січової школи — у вигляді зрубного, тридольного, прямокутного в плані приміщення, розміри якого становлять: довжина — 13 м, ширина — 6 м, висота — 2,5 м. Січова школа використовується як рекреаційний об'єкт.

#### Січові курені
Січові об'єкти, призначення яких — бути приміщенням для рядових козаків. Курінь № 1 (по типу куреня Базавлуцької Січі) — відтворений як однокамерна напівземлянка зі сходами на вході або вузьким входом-коридорчиком. Стіни — турлучні, зроблені з жердин, які поставлені горизонтально, переплетені хмизом, лозою, очеретом і обмазані глиною з обох сторін. Ззовні верхня частина напівземлянки обкладена дерном для утеплення. Двері з одним отвором, прямокутні, дах — двосхилий, «на сохах», критий очеретом. Відтворено тільки зовнішній вигляд куреня з розмірами: довжина — 10 м, ширина — 4 м, висота ج– 2,5 м.
Курінь № 2 (по типу Кам'янської Січі) — відтворений як стовпова напівземлянка з входом-сіньми, двосхилим дахом, критим очеретом. Долівка заглиблена на 0,4 м. Обшивка стін зроблена з хмизу і лози. Стіни обмазані з обох боків глиною. Стіни сіней мають турлучну конструкцію. Передня частина сіней має відкритий навіс на стовпах. Дах сіней трискатний, очеретяний. Гребінь даху фіксується колодою з видовбаної серединою. Загальні розміри сіней — 3,5 м х 2,2 м. Внутрішнє планування куреня таке: зліва від входу до житлової частини розташована кахельна піч, обкладена керамічним неглазурованим кахлем з рослинним орнаментом у стилі бароко.
Поруч з піччю вздовж тильної стіни знаходяться «підлоги» — місце для відпочинку. Біля бічної стіни — стіл з лавами. По кутах і уздовж стін вкопані стовпи. Такий же стовп і в центрі куреня.
У стінах зроблені невеликі ніші для свічок і каганців, якими освітлювалося приміщення в темний період часу. Однією з найважливіших конструктивних деталей куреня був сволок, який прикрашався різьбою.
Декорувалися також вертикальні частини косяків — лутки.
На головній стороні куреня влаштовані 3-4 квадратних вікна, кожне з яких складається з чотирьох круглих скляних пластин. До того ж одне вікно в бічній стіні, одне — в бічній стіні сіней. Довжина куреня — 12 м, ширина — 6,4 м, висота — 2,5 м. Курінь № 3 (по типу Покровської Січі) — відтворений як зрубна, прямокутна в плані споруда. Дах — триярусний, критий дранкою, має три димові труби. Двері — різьблені з напівкруглою поперечиною — пофарбовані зеленою і червоною фарбами. Розміри зменшені: довжина — 21 м, ширина — 6 м, висота — 2,5 м.
Відтворено тільки зовнішній вигляд куреня. Приміщення використовується як лекційний зал.

### Зовнішнього Кіш / Передмістя

#### Корчма
За планом розділена на дві половини. Середня частина, яка відповідає сіням, використовується як заїзд. У лівій стіні прорубані двері в готель, який займає половину будівлі і складається з двох приміщень (кімнат для гостей). Праву половину будівлі займає житло корчмаря і обідній зал. Приміщення освітлюються за допомогою вікон: два на головному фасаді, і одне — на бічному. До підлоги стороні кімнати господаря прибудований комору.
Корчма побудована у вигляді дерев'яного будинку стовпової конструкції, розміри якої становлять: довжина — 10 м, ширина — 5 м, висота — 2,5 м.
Корчму використовується як рекреаційний об'єкт.

#### Гончарня
Житло-майстерня гончара історично мало турлучну конструкцію, тобто складалося з вертикально вкопаних по кутах і уздовж стін стовпів, до яких кріпилися жердини, переплетені хмизом і обмазані глиною. Освітлювалася майстерня через скляні шибки круглої форми.
Згідно з цими свідченнями побудовано наземне однокамерне спорудження турлучних конструкції довжиною 6,5 м, шириною 4,5 м, висотою 2,5 м, основу якого складають опорні стовпи діаметром 0,3-0,4 м. Дах двосхилий, критий гонтом.
Гончарня використовується як рекреаційний об'єкт. КУЗНЯ Ковальське ремесло було досить поширене на Січі. Кузню будували подалі від житлових і господарських споруд з матеріалу, традиційного для даного регіону. В кузню вели одно- або двостулкові широкі (щоб крізь них міг проїхати віз) з грубезних дощок двері, що відкривалися назовні і розміщувалися по центру передньої стіни кузні. Невеликі вікна розміщувалися на одній з поздовжніх стін.
Відповідно з цими свідченнями, побудовано однокамерне спорудження турлучної конструкції довжиною 7,5 м, шириною 6 м, висотою 2,5 м, основу якого складають опорні стовпи діаметром 0,2-0,3 м. З фасадної сторони над входом — навіс, який виступає на 1,5 м. Дах двосхилий, критий гонтом. Кузня використовується як рекреаційний об'єкт.

#### «Грецький дім»
«Грецькі доми» виконували ті ж функції, що і заїжджі двори. Відтворений «грецький дім» за аналогією з корчмою, але, виходячи з функціонального призначення, споруда має більше елементів обрамлення і якісного інтер'єру. Розміри споруди: довжина — 10 м, ширина — 5 м, висота — 2,5 м. «Грецький дім» використовується як рекреаційний об'єкт.

## Світлини

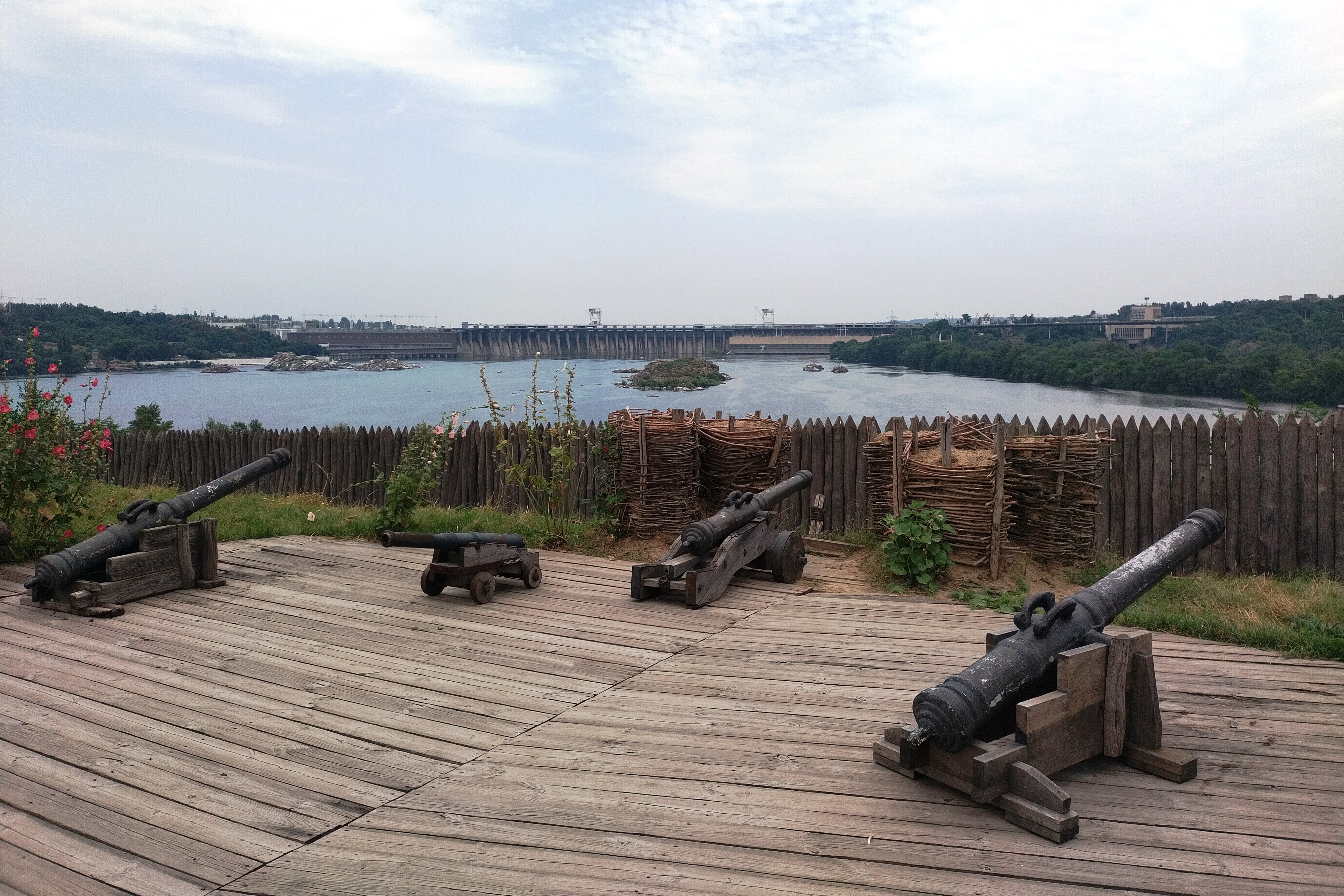
Гармати та краєвид на греблю ДніпроГЕС
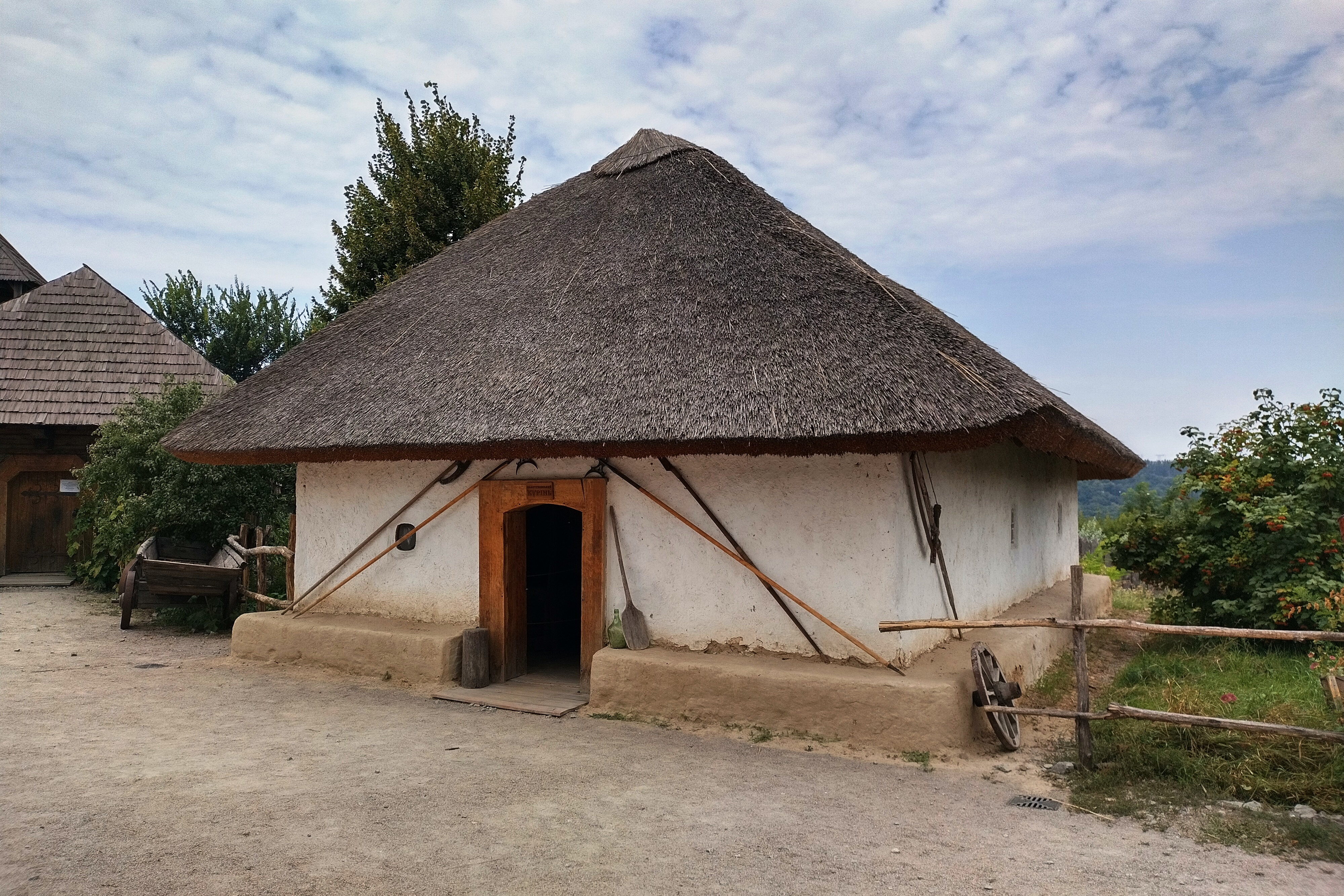
Пластунівський курінь
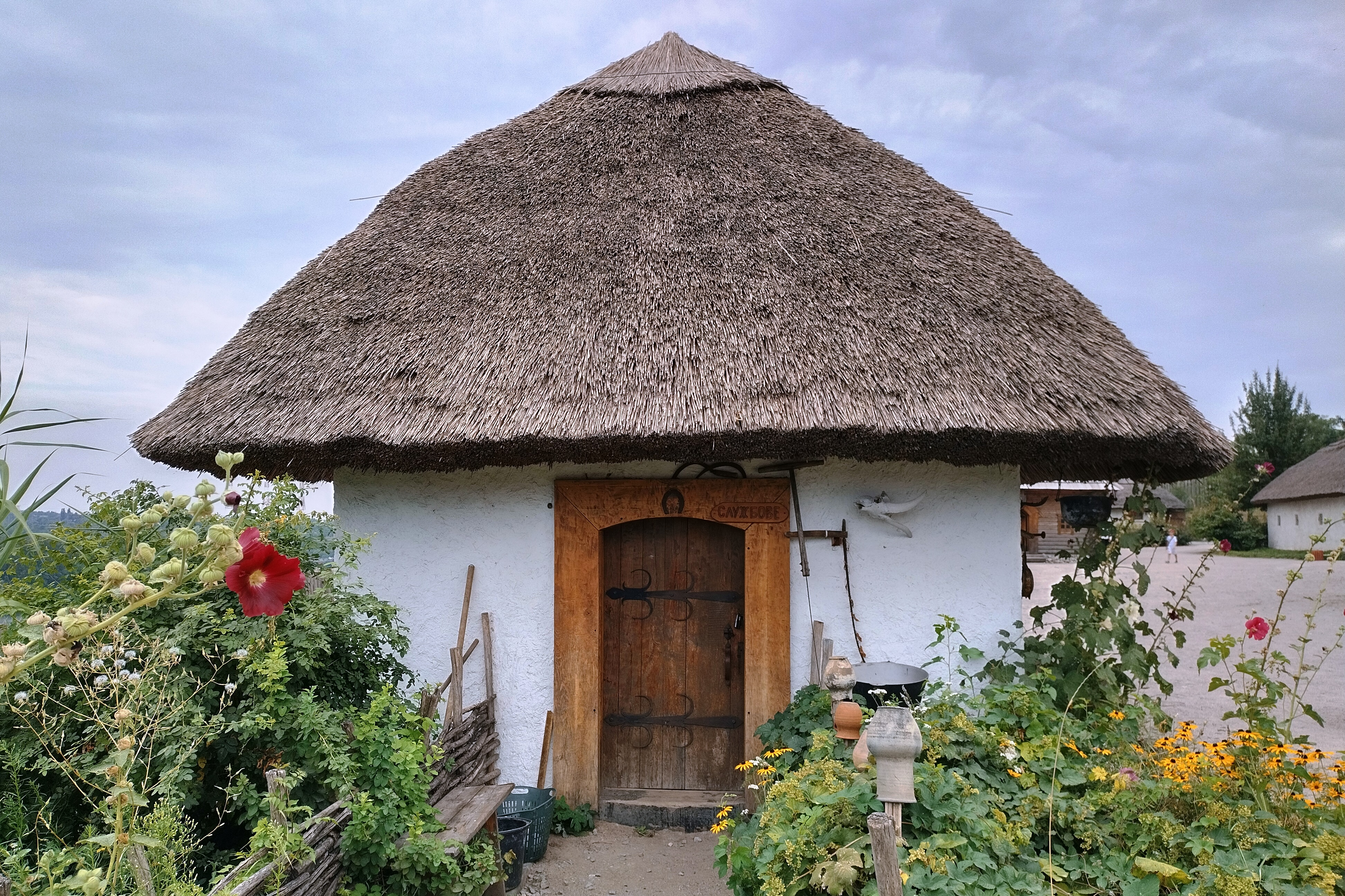
Будівля «Службове приміщення»
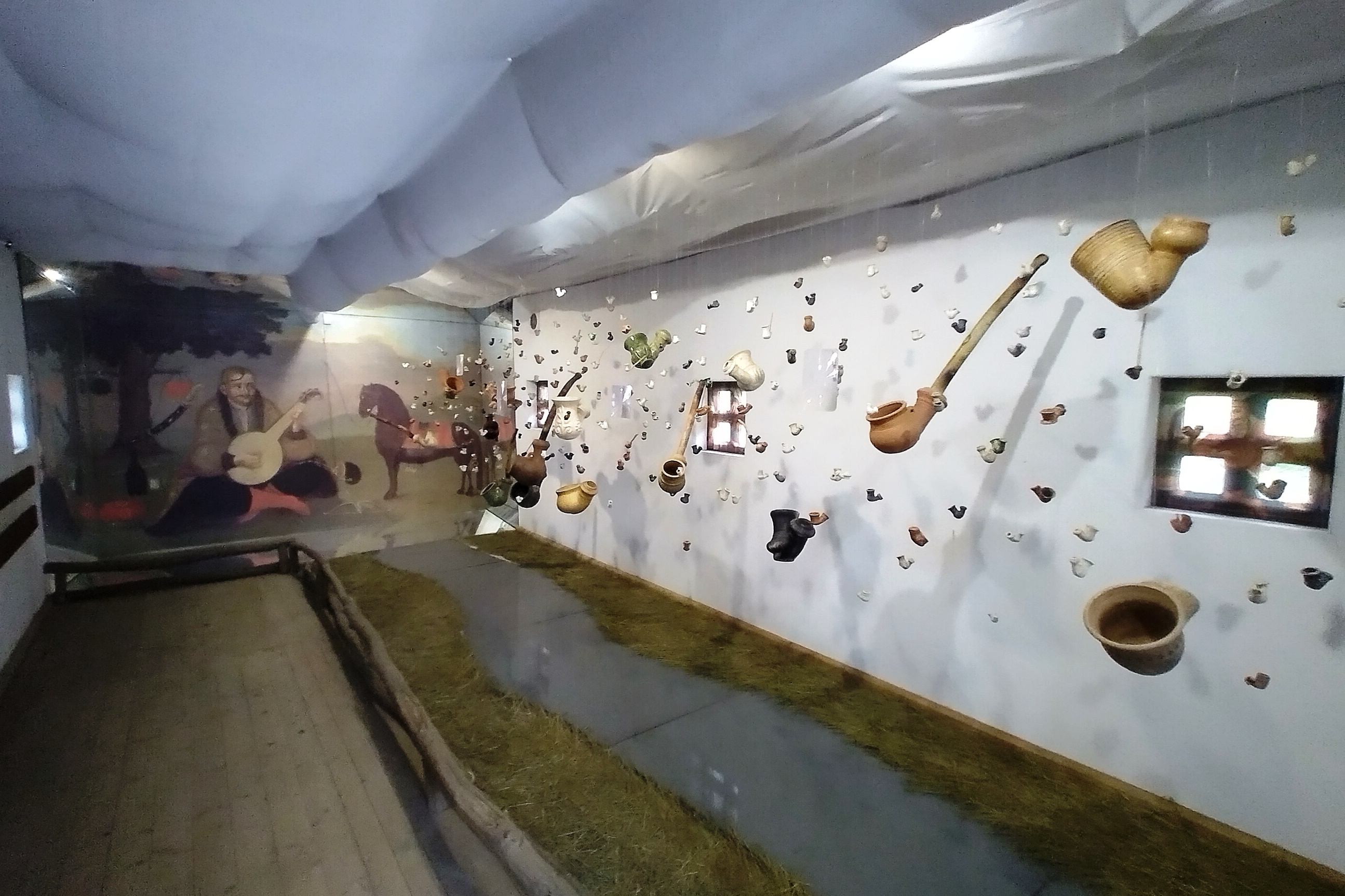
Виставка «Козак Мамай та люлька»
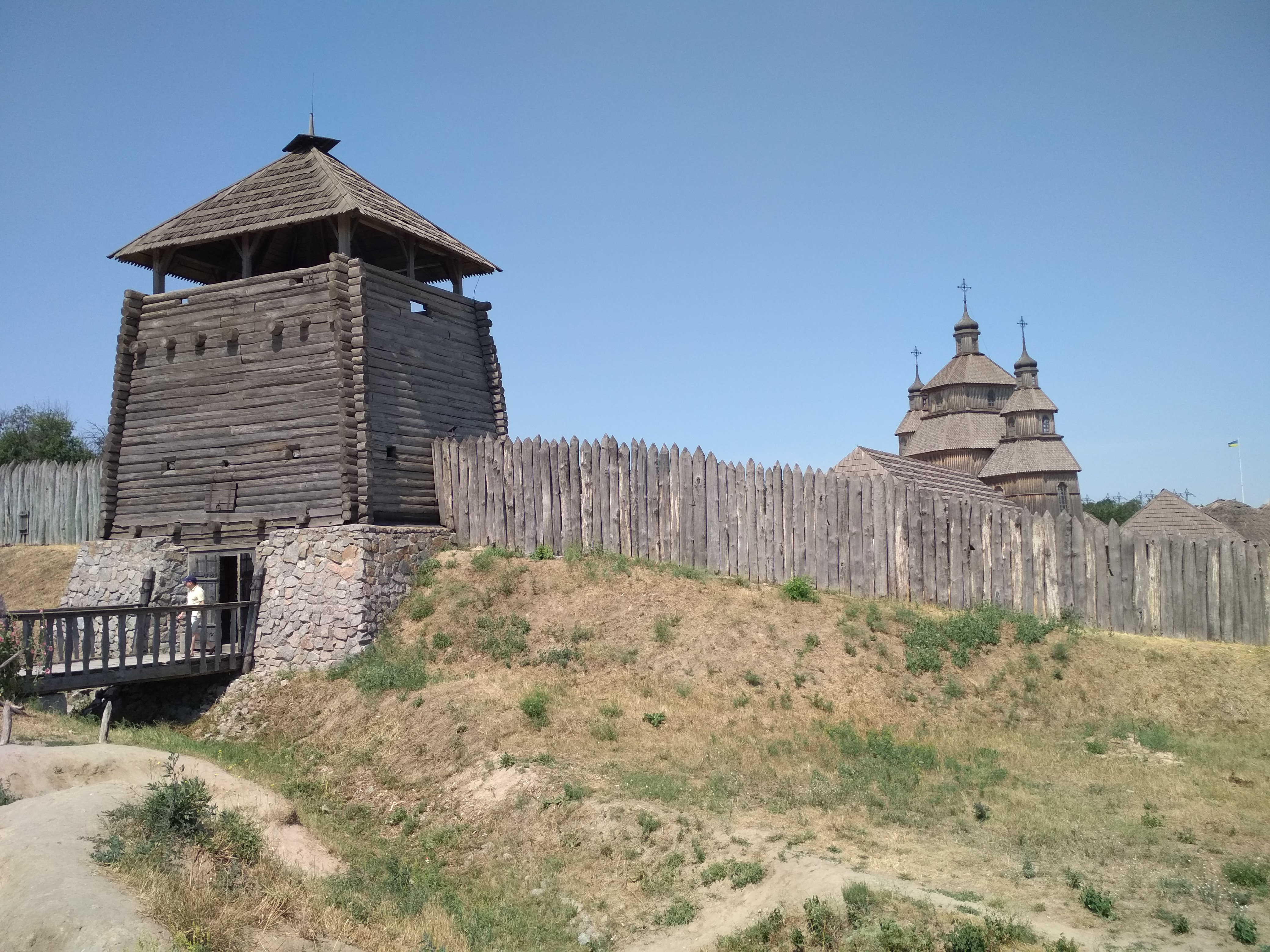
В'їзна надбрамна вежа
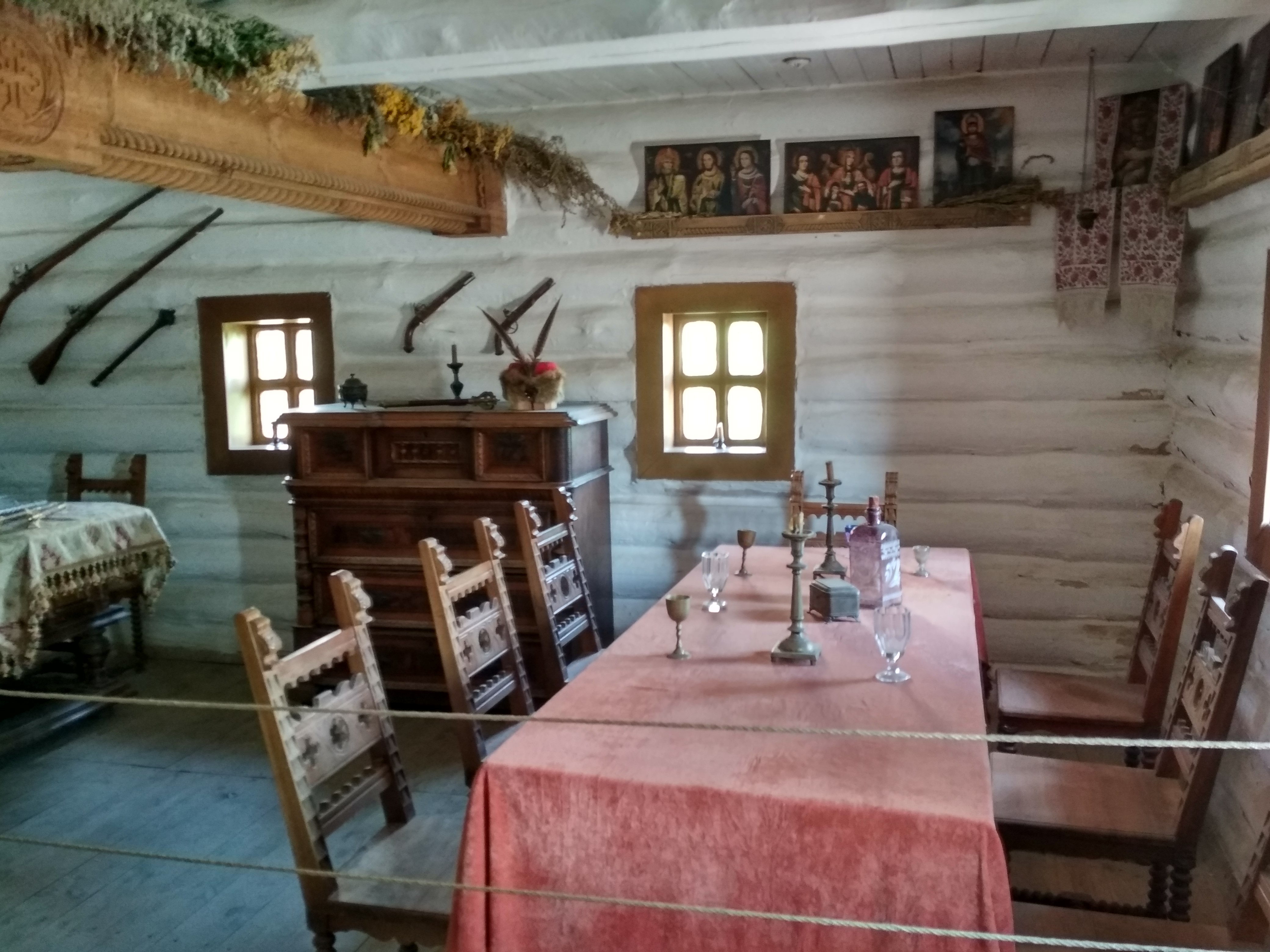
Зала для нарад у будинку кошового отамана
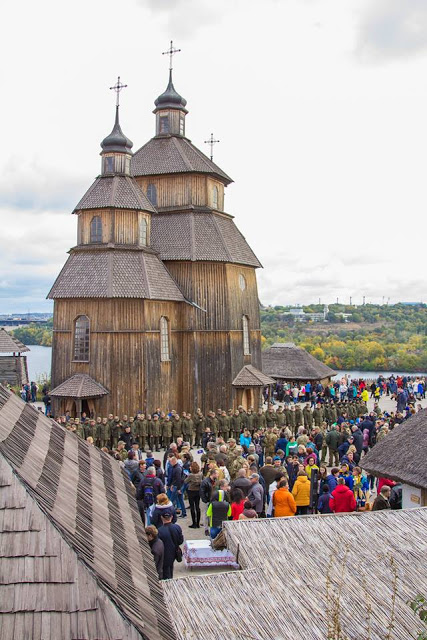
Січова церква Покрови Пресвятої Богородиці
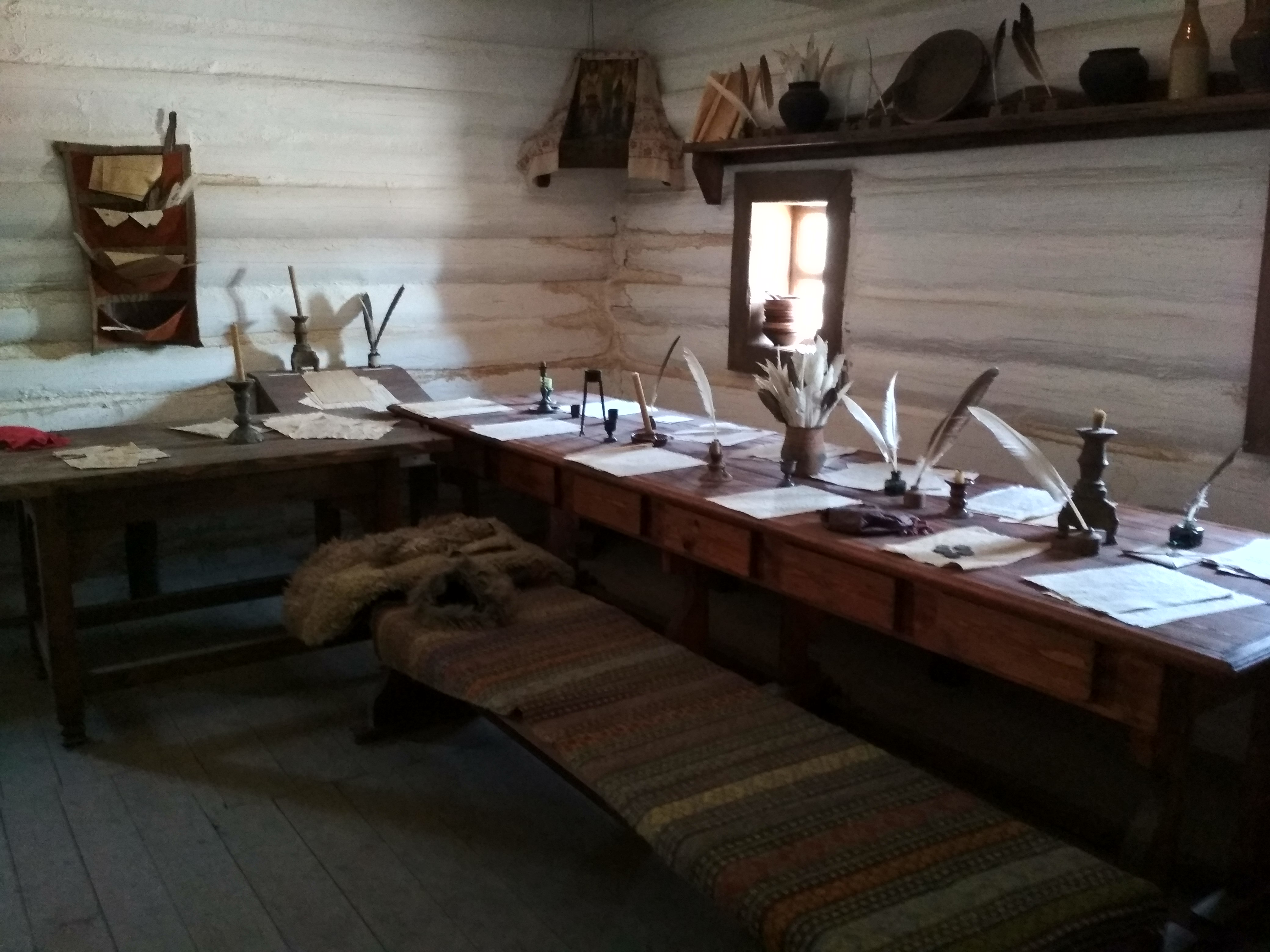
Канцелярія Війська Запорізького Низового
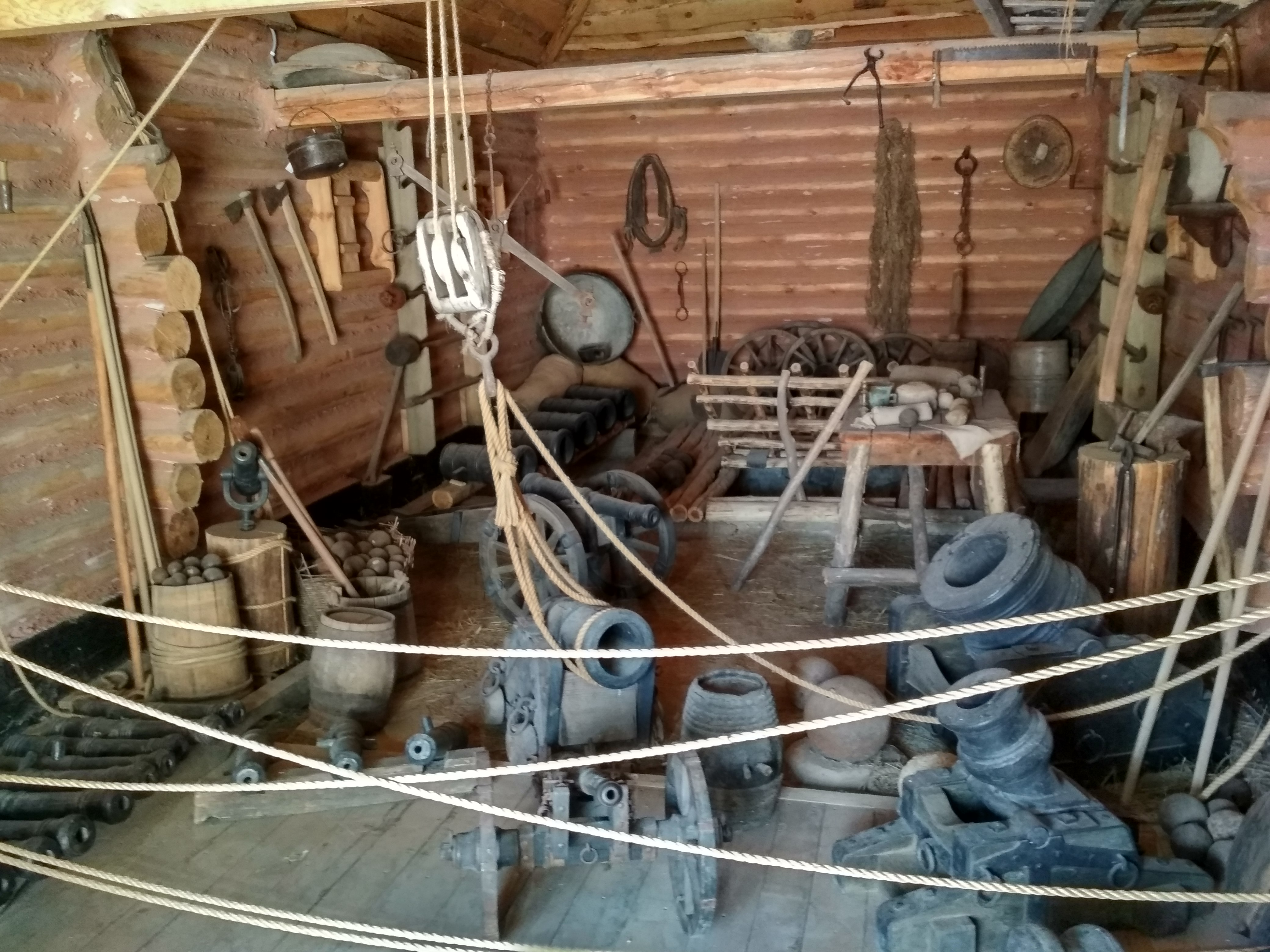
Військова пушкарня